# Gulasz
Gulasz (węg. pörkölt, słow. perkelt) – węgierskie danie narodowe, które składa się z mięsa, cebuli i papryki. Nazwa pörkölt wywodzi się od dawnego węgierskiego słowa pergelt, co dziś oznacza przypieczony, przyrumieniony. Pörkölt podawany jest na płytkim talerzu jako drugie danie.

## Składniki
Do przygotowania potrawy zwyczajowo używa się: wołowiny (np. udźca wołowego), cebuli, smalcu, selera, papryki świeżej i mielonej, ziemniaka, marchewki, kminku, pieprzu, soli i ewentualnych gotowych przypraw do tej potrawy. Zazwyczaj podawany z kluskami gotowanymi w gulaszu lub osobno. Jest to skład który stanowi bazową jego formę. Po rozpowszechnieniu się pomidora w XIX wieku, to narodowe danie zaczęło często być o niego wzbogacane. Obecnie często dodaje się też oliwę, pomidory, czosnek, koncentrat paprykowy, czasem pieczarki. Dodatki te nie są jednak standardowymi elementami gulaszu.

## Dania pokrewne
- zupa gulaszowa (węg. gulyásleves lub krócej gulyás)
- tokań, czyli gulasz z duszonego mięsa (węg. tokány)
- paprykarz (węg. paprikás)
- ragoût (węg. ragu)

## Etymologia nazwy
Nazwa pochodzi od pasterzy, którzy wypasali od wiosny do jesieni bydło na nizinach. Bydło nazywano gulya, a pasterza, który je wypasał – gulyás [wym. gujasz]. Danie pasterskie, które sobie przyrządzali, nazwano więc gulaszem. Dopiero później przejęto z języka ludowego wyraz pörkölt.

## Historia
Przez wiele lat danie to było podstawowym daniem pasterzy, a dopiero z biegiem lat stało się daniem narodowym. Rolnicy i pasterze smażyli początkowo kawałki mięsa z posiekaną cebulą na kawałku słoniny. Brakowało wtedy dzisiejszego głównego składnika – papryki. Kiedy papryka została sprowadzona do Europy, zaczęła się jednocześnie historia pörkölt w jego dzisiejszej postaci.

Początkowo pörkölt znany był tylko na Wielkiej Nizinie Węgierskiej (węg. Alföld). Z końcem XIX wieku danie to staje się popularne w pozostałych rejonach kraju, jednak nadal jest daniem pasterskim i nie zyskało uznania w wyższych sferach.
Z czasem zostało jednym z podstawowych dań weselnych, bez względu na grupę społeczną. Kiedy czas uroczystości weselnych zaczął się skracać do jednego dnia, skróciła się też lista dań, które tam podawano. Pörkölt wyparł wtedy wiele dań i stał się daniem podstawowym, powszechnym. Przygotowywano go w garnku, a w przypadku większej liczby gości – w kociołku (węg. bogrács) na świeżym powietrzu.

## Odmiany gulaszu węgierskiego
Odmiany gulaszu węgierskiego różnią się jedynie rodzajem mięsa, który został użyty do jego przygotowania:
- marhapörkölt – z wołowiny
- borjúpörkölt – z cielęciny
- birkapörkölt – z baraniny
- csirkepörkölt – z kurczaka
- halpörkölt – z ryb
- vaddisznópörkölt – z dzika
- nyúlpörkölt – z królika
- őzpörkölt – z sarny